# Ahuntsic-Cartierville

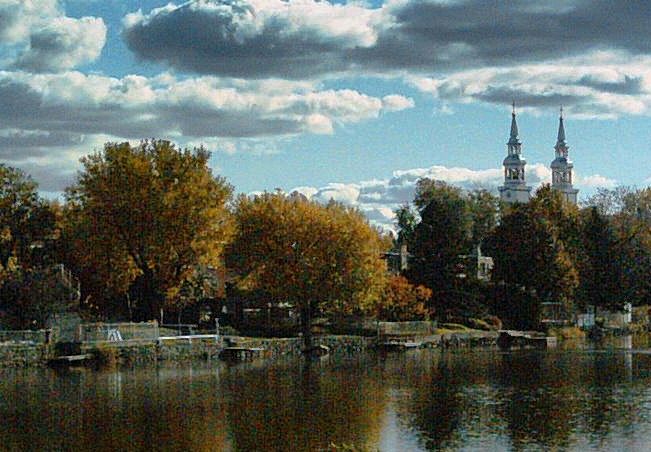
Ahuntsic-Cartierville vista desde la Île de la Visitation.

Ahuntsic-Cartierville es uno de los diecinueve distritos urbanos de la ciudad de Montreal, Quebec (Canadá). Antes de la reorganización municipal en Quebec en 2002, se componía de dos partes; Ahuntsic, un antiguo pueblo anexado a la ciudad de Montreal el 4 de junio de 1910 y Cartierville, una ciudad anexada el 22 de diciembre de 1916.
Está ubicado al norte de la isla de Montreal, a orillas de la Rivière des Prairies. El territorio de Ahuntsic-Cartierville es uno de los dos primeros núcleos de población en Montreal. La antigua ciudad fortificada de Sault-au-recoletos fue construida por los Sulpicianos en 1696 como resultado de la colonización de territorio.